# الوحش (فلم 1903)
الوحش (بالفرنسية: Le Monstre) هو فيلم أبيض وأسود فرنسي قصير صامت إنتاج عام 1903 من إخراج جورج ميلييس، ظهر جورج ميلييس في الفيلم في دور كاهن. تم إنشاء المؤثرات الخاصة باستخدام آلات المسرح، تم إصدار الفيلم بواسطة شركة ستار فيلم، في 30 يونيو 1903 ، تم حفظه في مكتبة الكونغرس لحقوق التأليف والنشر الأمريكية.

## روابط خارجية
- الوحش  في قاعدة بيانات الأفلام على الإنترنت (بالإنجليزية)
- الفيلم القصير The Monster متوفر للتحميل من موقع أرشيف الإنترنت [المزيد]